# Liga de Naciones de la UEFA 2024-25
La Liga de Naciones de la UEFA 2024-25 fue la cuarta edición de la Liga de Naciones de la UEFA.
La competición es parte de la clasificación de la UEFA para la Copa Mundial de Fútbol de 2026, mediante la adjudicación de plazas en la repesca que decidirán cuatro de las 16 plazas del torneo. La competición se celebró de septiembre a noviembre de 2024 (fase de liga), marzo de 2025 (cuartos de final de la Liga A y play-offs de ascenso y descenso) y junio de 2025 (finales de la Liga de Naciones).

## Formato
Las 55 selecciones europeas formaron cuatro ligas de acuerdo con el ranking de selecciones nacionales de la UEFA tras el final de la Liga de Naciones de la UEFA 2022-23. Las Ligas A, B y C estabann formadas por 16 selecciones (cuatro grupos cada una) y la Liga D, por 6 equipos (dos grupos de tres). La selección rusa no participó en esta edición por sanción.
En la Liga A los ganadores y los segundos de grupo se clasificaron para una nueva ronda de cuartos de final que se disputó mediante partidos de ida y vuelta en marzo de 2025. Los ganadores se clasificaron para la «Final Four» con un formato de semifinales, partido por el tercer lugar y final disputados en junio de 2025, la cual definió a la selección campeona del torneo. Esta ronda se jugó a un solo partido en una sede escogida entre las cuatro selecciones clasificadas para la misma.
Las selecciones también compitieron por el ascenso y por el descenso. Las últimas selecciones de cada grupo de las ligas A y B descendieron automáticamente a las ligas B y C respectivamente. Las dos selecciones últimas de grupo con peor rendimiento en la Liga C descendieron a la Liga D. Los primeros de grupo de las ligas B, C y D ascendieron automáticamente a las ligas A, B y C respectivamente. Por otro lado, los terceros de grupo de las ligas A y B disputaron unas eliminatorias con formato de ida y vuelta contra los segundos de grupo de las ligas B y C respectivamente; cuyos ganadores ascendieron a la categoría superior y los perdedores descendieron a la categoría inferior. La nueva ronda de eliminatorias por el ascenso y por el descenso se disputó en marzo de 2025.

### Reglas de clasificación
Los equipos se clasificaron según los puntos obtenidos en la fase de grupos (3 puntos por ganar, 1 punto por empatar y 0 puntos por perder). Si algún equipo queda empatado con otro a puntos, se aplicaron unos criterios de desempate, en el siguiente orden para determinar quien quedará por encima:
1. Puntos logrados en los enfrentamientos directos entre ambos equipos.
2. Diferencia de goles en los enfrentamientos directos entre ambos equipos.
3. Goles marcados en los enfrentamientos directos entre ambos equipos.
4. Goles como visitante marcados en los enfrentamientos directos entre ambos equipos.
5. Si después de aplicar estos criterios de enfrentamientos directos, un subconjunto de equipos aún siguen empatados, se vuelven a emplear dichos criterios exclusivamente a este subconjunto de equipos.
6. Diferencia de goles en todos los partidos del grupo.
7. Goles marcados en todos los partidos del grupo.
8. Goles como visitante marcados en todos los partidos del grupo.
9. Victorias en todos los partidos del grupo.
10. Victorias como visitante en todos los partidos del grupo.
11. Puntos de disciplina (tarjeta roja: 3 puntos, tarjeta amarilla: 1 punto, expulsión por doble amarilla en un encuentro: 3 puntos).
12. Coeficiente de la UEFA para los equipos nacionales.

### Calendario
| Fase                                   | Jornada                      | Fecha                      |
| -------------------------------------- | ---------------------------- | -------------------------- |
| Fase de grupos                         | Jornada 1                    | 5–10 de septiembre de 2024 |
| Fase de grupos                         | Jornada 2                    | 5–10 de septiembre de 2024 |
| Fase de grupos                         | Jornada 3                    | 10-15 de octubre de 2024   |
| Fase de grupos                         | Jornada 4                    | 10-15 de octubre de 2024   |
| Fase de grupos                         | Jornada 5                    | 14-19 de noviembre de 2024 |
| Fase de grupos                         | Jornada 6                    | 14-19 de noviembre de 2024 |
| Cuartos de final y play-off Liga A/B/C | Ida                          | 20 de marzo de 2025        |
| Cuartos de final y play-off Liga A/B/C | Vuelta                       | 23 de marzo de 2025        |
| Play-off Liga C/D                      | Ida                          | 26 de marzo de 2026        |
| Play-off Liga C/D                      | Vuelta                       | 31 de marzo de 2026        |
| Final four                             | Semifinales                  | 4-5 de junio de 2025       |
| Final four                             | Partido por el tercer puesto | 8 de junio de 2025         |
| Final four                             | Final                        | 8 de junio de 2025         |

## Participantes
Participaron 54 de las 55 federaciones de la UEFA, ya que Rusia está suspendida, por su guerra contra Ucrania.
En negrita las selecciones de la Liga A.
| Equipos participantes | Equipos participantes | Equipos participantes | Equipos participantes | Equipos participantes |
| --------------------- | --------------------- | --------------------- | --------------------- | --------------------- |
| Albania               | Croacia               | Gibraltar             | Kosovo                | Polonia               |
| Alemania              | Dinamarca             | Grecia                | Letonia               | Portugal              |
| Andorra               | Escocia               | Hungría               | Liechtenstein         | República Checa       |
| Armenia               | Eslovaquia            | Inglaterra            | Lituania              | Rumania               |
| Austria               | Eslovenia             | Irlanda               | Luxemburgo            | San Marino            |
| Azerbaiyán            | España                | Irlanda del Norte     | Macedonia del Norte   | Serbia                |
| Bélgica               | Estonia               | Islandia              | Malta                 | Suecia                |
| Bielorrusia           | Finlandia             | Islas Feroe           | Moldavia              | Suiza                 |
| Bosnia y Herzegovina  | Francia               | Israel                | Montenegro            | Turquía               |
| Bulgaria              | Gales                 | Italia                | Noruega               | Ucrania               |
| Chipre                | Georgia               | Kazajistán            | Países Bajos          |                       |

## Distribución

Liga A
Liga B
Liga C
Liga D
Suspendido

Los 54 equipos formaron cuatro ligas (hay 16 equipos en las Ligas A, B y C y 6 en la Liga D) según el ranking de selecciones nacionales de la UEFA después de la conclusión de la edición anterior del torneo (incluyendo las eliminatorias de la Liga A). Los equipos con mayor puntuación jugaron en la Liga A mientras los de menor jugarán en la Liga D.
|  | Promocionado en la temporada anterior. |
|  | Relegado en la temporada anterior.     |

| Bombo | Selección            | Prv                       | Rank |
| ----- | -------------------- | ------------------------- | ---- |
| 1     | España               | Medalla de oro, Europa    | 1    |
| 1     | Croacia              | Medalla de plata, Europa  | 2    |
| 1     | Italia               | Medalla de bronce, Europa | 3    |
| 1     | Países Bajos         |                           | 4    |
| 2     | Dinamarca            |                           | 5    |
| 2     | Portugal             |                           | 6    |
| 2     | Bélgica              |                           | 7    |
| 2     | Hungría              |                           | 8    |
| 3     | Suiza                |                           | 9    |
| 3     | Alemania             |                           | 10   |
| 3     | Polonia              |                           | 11   |
| 3     | Francia              |                           | 12   |
| 4     | Israel               |                           | 17   |
| 4     | Bosnia y Herzegovina |                           | 18   |
| 4     | Serbia               |                           | 19   |
| 4     | Escocia              |                           | 20   |

| Bombo | Selección       | Prv | Rank |
| ----- | --------------- | --- | ---- |
| 1     | Austria         |     | 13   |
| 1     | República Checa |     | 14   |
| 1     | Inglaterra      |     | 15   |
| 1     | Gales           |     | 16   |
| 2     | Finlandia       |     | 21   |
| 2     | Ucrania         |     | 22   |
| 2     | Islandia        |     | 23   |
| 2     | Noruega         |     | 24   |
| 3     | Eslovenia       |     | 25   |
| 3     | Irlanda         |     | 26   |
| 3     | Albania         |     | 27   |
| 3     | Montenegro      |     | 28   |
| 4     | Georgia         |     | 33   |
| 4     | Grecia          |     | 34   |
| 4     | Turquía         |     | 35   |
| 4     | Kazajistán      |     | 36   |

| Bombo | Selección           | Prv | Rank |
| ----- | ------------------- | --- | ---- |
| 1     | Rumania             |     | 29   |
| 1     | Armenia             |     | 30   |
| 1     | Suecia              |     | 31   |
| 1     | Luxemburgo          |     | 37   |
| 2     | Azerbaiyán          |     | 38   |
| 2     | Bulgaria            |     | 39   |
| 2     | Kosovo              |     | 40   |
| 2     | Islas Feroe         |     | 41   |
| 3     | Macedonia del Norte |     | 42   |
| 3     | Eslovaquia          |     | 43   |
| 3     | Irlanda del Norte   |     | 44   |
| 3     | Chipre              |     | 45   |
| 4     | Bielorrusia         |     | 46   |
| 4     | Lituania            |     | 47   |
| 4     | Letonia             |     | 49   |
| 4     | Estonia             |     | 50   |

| Bombo     | Selección     | Prv | Rank |
| --------- | ------------- | --- | ---- |
| 1         |               |     |      |
| Gibraltar |               | 48  |      |
| Moldavia  |               | 51  |      |
| 2         | Malta         |     | 52   |
| 2         | Andorra       |     | 53   |
| 2         | Liechtenstein |     | 54   |
| 2         | San Marino    |     | 55   |

| Selección | Prv | Rank |
| --------- | --- | ---- |
| Rusia     |     | 32   |

El Sorteo se celebró el 8 de febrero de 2024 en París (Francia).

## Liga A

### Grupo A1
| Pos. | Equipo      | Pts. | PJ | G | E | P | GF | GC | Dif. | Clasificación o descenso         |  | Bandera de Portugal | Bandera de Croacia | Bandera de Escocia | Bandera de Polonia |
| ---- | ----------- | ---- | -- | - | - | - | -- | -- | ---- | -------------------------------- |  | ------------------- | ------------------ | ------------------ | ------------------ |
| 1    | Portugal    | 14   | 6  | 4 | 2 | 0 | 13 | 5  | +8   | Clasifica a los cuartos de final |  | —                   | 2 – 1              | 2 – 1              | 5 – 1              |
| 2    | Croacia     | 11   | 6  | 3 | 2 | 1 | 8  | 8  | 0    | Clasifica a los cuartos de final |  | 1 – 1               | —                  | 2 – 1              | 1 – 0              |
| 3    | Escocia (D) | 7    | 6  | 2 | 1 | 3 | 7  | 8  | −1   | Play-offs por la permanencia     |  | 0 – 0               | 1 – 0              | —                  | 2 – 3              |
| 4    | Polonia (D) | 4    | 6  | 1 | 1 | 4 | 9  | 16 | −7   | Desciende a la Liga B            |  | 1 – 3               | 3 – 3              | 1 – 2              | —                  |

 Fuente: UEFA
Criterios de clasificación: criterios UEFA de desempate

### Grupo A2
| Pos. | Equipo      | Pts. | PJ | G | E | P | GF | GC | Dif. | Clasificación o descenso         |  | Bandera de Francia | Bandera de Italia | Bandera de Bélgica | Bandera de Israel |
| ---- | ----------- | ---- | -- | - | - | - | -- | -- | ---- | -------------------------------- |  | ------------------ | ----------------- | ------------------ | ----------------- |
| 1    | Francia     | 13   | 6  | 4 | 1 | 1 | 12 | 6  | +6   | Clasifica a los cuartos de final |  | —                  | 1 – 3             | 2 – 0              | 0 – 0             |
| 2    | Italia      | 13   | 6  | 4 | 1 | 1 | 13 | 8  | +5   | Clasifica a los cuartos de final |  | 1 – 3              | —                 | 2 – 2              | 4 – 1             |
| 3    | Bélgica (O) | 4    | 6  | 1 | 1 | 4 | 6  | 9  | −3   | Play-offs por la permanencia     |  | 1 – 2              | 0 – 1             | —                  | 3 – 1             |
| 4    | Israel (D)  | 4    | 6  | 1 | 1 | 4 | 5  | 13 | −8   | Desciende a la Liga B            |  | 1 – 4              | 1 – 2             | 1 – 0              | —                 |

 Fuente: UEFA
Criterios de clasificación: criterios UEFA de desempate
Notas:
1. 1 2  Puntos en partidos diretos: Francia 3, Italia 3. Diferencia de goles: Francia +6, Italia +5.
2. 1 2  Puntos en partidos diretos: Bélgica 3, Israel 3. Diferencia de goles en partidos directos: Bélgica +1, Israel –1.

### Grupo A3
| Pos. | Equipo                   | Pts. | PJ | G | E | P | GF | GC | Dif. | Clasificación o descenso         |  | Bandera de Alemania | Bandera de los Países Bajos | Bandera de Hungría | Bandera de Bosnia y Herzegovina |
| ---- | ------------------------ | ---- | -- | - | - | - | -- | -- | ---- | -------------------------------- |  | ------------------- | --------------------------- | ------------------ | ------------------------------- |
| 1    | Alemania                 | 14   | 6  | 4 | 2 | 0 | 18 | 4  | +14  | Clasifica a los cuartos de final |  | —                   | 1 – 0                       | 5 – 0              | 7 – 0                           |
| 2    | Países Bajos             | 9    | 6  | 2 | 3 | 1 | 13 | 7  | +6   | Clasifica a los cuartos de final |  | 2 – 2               | —                           | 4 – 0              | 5 – 2                           |
| 3    | Hungría (D)              | 6    | 6  | 1 | 3 | 2 | 4  | 11 | −7   | Play-offs por la permanencia     |  | 1 – 1               | 1 – 1                       | —                  | 0 – 0                           |
| 4    | Bosnia y Herzegovina (D) | 2    | 6  | 0 | 2 | 4 | 4  | 17 | −13  | Desciende a la Liga B            |  | 1 – 2               | 1 – 1                       | 0 – 2              | —                               |

 Fuente: UEFA
Criterios de clasificación: criterios UEFA de desempate

### Grupo A4
| Pos. | Equipo     | Pts. | PJ | G | E | P | GF | GC | Dif. | Clasificación o descenso         |  | Bandera de España | Bandera de Dinamarca | Bandera de Serbia | Bandera de Suiza |
| ---- | ---------- | ---- | -- | - | - | - | -- | -- | ---- | -------------------------------- |  | ----------------- | -------------------- | ----------------- | ---------------- |
| 1    | España     | 16   | 6  | 5 | 1 | 0 | 13 | 4  | +9   | Clasifica a los cuartos de final |  | —                 | 1 – 0                | 3 – 0             | 3 – 2            |
| 2    | Dinamarca  | 8    | 6  | 2 | 2 | 2 | 7  | 5  | +2   | Clasifica a los cuartos de final |  | 1 – 2             | —                    | 2 – 0             | 2 – 0            |
| 3    | Serbia (O) | 6    | 6  | 1 | 3 | 2 | 3  | 6  | −3   | Play-offs por la permanencia     |  | 0 – 0             | 0 – 0                | —                 | 2 – 0            |
| 4    | Suiza (D)  | 2    | 6  | 0 | 2 | 4 | 6  | 14 | −8   | Desciende a la Liga B            |  | 1 – 4             | 2 – 2                | 1 – 1             | —                |

 Fuente: UEFA
Criterios de clasificación: criterios UEFA de desempate

### Fase final

#### Cuartos de final
| Equipo 1     | Agr.         | Equipo 2 | Ida | Vuelta |
| ------------ | ------------ | -------- | --- | ------ |
| Países Bajos | 5–5 (4–5 p.) | España   | 2–2 | 3–3    |
| Croacia      | 2–2 (4–5 p.) | Francia  | 2–0 | 0–2    |
| Dinamarca    | 3–5 (t. s.)  | Portugal | 1–0 | 2–5    |
| Italia       | 4–5          | Alemania | 1–2 | 3–3    |

#### Final Four
|  | Semifinales            | Semifinales |                              |       | Final | Final |
|  |                        |             |                              |       |       |       |
|  | 4 de junio - Múnich    |             |                              |       |       |       |
|  |                        |             |                              |       |       |       |
|  | Alemania               | 1           |                              |       |       |       |
|  | Alemania               | 1           | 8 de junio - Múnich          |       |       |       |
|  | Portugal               | 2           |                              |       |       |       |
|  | Portugal               | 2           | Portugal                     | 2 (5) |       |       |
|  | 5 de junio - Stuttgart |             | Portugal                     | 2 (5) |       |       |
|  |                        | España      | 2 (3)                        |       |       |       |
|  | España                 | España      | 2 (3)                        | 5     |       |       |
|  | España                 |             |                              | 5     |       |       |
|  | Francia                | 4           |                              |       |       |       |
|  | Francia                | 4           | Partido por el tercer puesto |       |       |       |
|  |                        |             |                              |       |       |       |
|  | 8 de junio - Stuttgart |             |                              |       |       |       |
|  |                        |             |                              |       |       |       |
|  | Alemania               | 0           |                              |       |       |       |
|  | Alemania               | 0           |                              |       |       |       |
|  | Francia                | 2           |                              |       |       |       |

|                             |
| Bandera de Portugal         |
| Campeón Portugal 2.º título |

## Liga B

### Grupo B1
| Pos. | Equipo              | Pts. | PJ | G | E | P | GF | GC | Dif. | Clasificación o descenso          |  | Bandera de República Checa | Bandera de Ucrania | Bandera de Georgia | Bandera de Albania |
| ---- | ------------------- | ---- | -- | - | - | - | -- | -- | ---- | --------------------------------- |  | -------------------------- | ------------------ | ------------------ | ------------------ |
| 1    | República Checa (A) | 11   | 6  | 3 | 2 | 1 | 9  | 8  | +1   | Ascenso a Liga A                  |  | —                          | 3 – 2              | 2 – 1              | 2 – 0              |
| 2    | Ucrania             | 8    | 6  | 2 | 2 | 2 | 8  | 8  | 0    | Accede a los play-offs de ascenso |  | 1 – 1                      | —                  | 1 – 0              | 1 – 2              |
| 3    | Georgia (O)         | 7    | 6  | 2 | 1 | 3 | 7  | 6  | +1   | Accede a play-offs de permanencia |  | 4 – 1                      | 1 – 1              | —                  | 0 – 1              |
| 4    | Albania (D)         | 7    | 6  | 2 | 1 | 3 | 4  | 6  | −2   | Desciende a Liga C                |  | 0 – 0                      | 1 – 2              | 0 – 1              | —                  |

 Fuente: UEFA
Criterios de clasificación: criterios UEFA de desempate
Notas:
1. 1 2  Puntos en partidos directos: Georgia 3, Albania 3. Diferencia de goles: Georgia +1, Albania −2.

### Grupo B2
| Pos. | Equipo         | Pts. | PJ | G | E | P | GF | GC | Dif. | Clasificación o descenso          |  | Bandera de Inglaterra | Bandera de Grecia | Bandera de Irlanda | Bandera de Finlandia |
| ---- | -------------- | ---- | -- | - | - | - | -- | -- | ---- | --------------------------------- |  | --------------------- | ----------------- | ------------------ | -------------------- |
| 1    | Inglaterra (A) | 15   | 6  | 5 | 0 | 1 | 16 | 3  | +13  | Ascenso a Liga A                  |  | —                     | 1 – 2             | 5 – 0              | 2 – 0                |
| 2    | Grecia (A)     | 15   | 6  | 5 | 0 | 1 | 11 | 4  | +7   | Accede a los play-offs de ascenso |  | 0 – 3                 | —                 | 2 – 0              | 3 – 0                |
| 3    | Irlanda (O)    | 6    | 6  | 2 | 0 | 4 | 3  | 12 | −9   | Accede a play-offs de permanencia |  | 0 – 2                 | 0 – 2             | —                  | 1 – 0                |
| 4    | Finlandia (D)  | 0    | 6  | 0 | 0 | 6 | 2  | 13 | −11  | Desciende a Liga C                |  | 1 – 3                 | 0 – 2             | 1 – 2              | —                    |

 Fuente: UEFA
Criterios de clasificación: criterios UEFA de desempate
Notas:
1. 1 2  Puntos en partidos directos: Inglaterra 3, Grecia 3. Diferencia de goles en partidos directos: Inglaterra +2, Grecia −2.

### Grupo B3
| Pos. | Equipo         | Pts. | PJ | G | E | P | GF | GC | Dif. | Clasificación o descenso          |  | Bandera de Noruega | Bandera de Austria | Bandera de Eslovenia | Bandera de Kazajistán |
| ---- | -------------- | ---- | -- | - | - | - | -- | -- | ---- | --------------------------------- |  | ------------------ | ------------------ | -------------------- | --------------------- |
| 1    | Noruega (A)    | 13   | 6  | 4 | 1 | 1 | 15 | 7  | +8   | Ascenso a Liga A                  |  | —                  | 2 – 1              | 3 – 0                | 5 – 0                 |
| 2    | Austria        | 11   | 6  | 3 | 2 | 1 | 14 | 5  | +9   | Accede a los play-offs de ascenso |  | 5 – 1              | —                  | 1 – 1                | 4 – 0                 |
| 3    | Eslovenia (O)  | 8    | 6  | 2 | 2 | 2 | 7  | 9  | −2   | Accede a play-offs de permanencia |  | 1 – 4              | 1 – 1              | —                    | 3 – 0                 |
| 4    | Kazajistán (D) | 1    | 6  | 0 | 1 | 5 | 0  | 15 | −15  | Desciende a Liga C                |  | 0 – 0              | 0 – 1              | 0 – 1                | —                     |

 Fuente: UEFA
Criterios de clasificación: criterios UEFA de desempate

### Grupo B4
| Pos. | Equipo         | Pts. | PJ | G | E | P | GF | GC | Dif. | Clasificación o descenso          |  | Bandera de Gales | Bandera de Turquía | Bandera de Islandia | Bandera de Montenegro |
| ---- | -------------- | ---- | -- | - | - | - | -- | -- | ---- | --------------------------------- |  | ---------------- | ------------------ | ------------------- | --------------------- |
| 1    | Gales (A)      | 12   | 6  | 3 | 3 | 0 | 9  | 4  | +5   | Ascenso a Liga A                  |  | —                | 0 – 0              | 4 – 1               | 1 – 0                 |
| 2    | Turquía (A)    | 11   | 6  | 3 | 2 | 1 | 9  | 6  | +3   | Accede a los play-offs de ascenso |  | 0 – 0            | —                  | 3 – 1               | 1 – 0                 |
| 3    | Islandia (D)   | 7    | 6  | 2 | 1 | 3 | 10 | 13 | −3   | Accede a play-offs de permanencia |  | 2 – 2            | 2 – 4              | —                   | 2 – 0                 |
| 4    | Montenegro (D) | 3    | 6  | 1 | 0 | 5 | 4  | 9  | −5   | Desciende a Liga C                |  | 1 – 2            | 3 – 1              | 0 – 2               | —                     |

 Fuente: UEFA
Criterios de clasificación: criterios UEFA de desempate

## Liga C

### Grupo C1
| Pos. | Equipo         | Pts. | PJ | G | E | P | GF | GC | Dif. | Clasificación o descenso                    |  | Bandera de Suecia | Bandera de Eslovaquia | Bandera de Estonia | Bandera de Azerbaiyán |
| ---- | -------------- | ---- | -- | - | - | - | -- | -- | ---- | ------------------------------------------- |  | ----------------- | --------------------- | ------------------ | --------------------- |
| 1    | Suecia (A)     | 16   | 6  | 5 | 1 | 0 | 19 | 4  | +15  | Ascenso a Liga B                            |  | —                 | 2 – 1                 | 3 – 0              | 6 – 0                 |
| 2    | Eslovaquia     | 13   | 6  | 4 | 1 | 1 | 10 | 5  | +5   | Clasificación para los play-offs de ascenso |  | 2 – 2             | —                     | 1 – 0              | 2 – 0                 |
| 3    | Estonia        | 4    | 6  | 1 | 1 | 4 | 3  | 9  | −6   |                                             |  | 0 – 3             | 0 – 1                 | —                  | 3 – 1                 |
| 4    | Azerbaiyán (D) | 1    | 6  | 0 | 1 | 5 | 3  | 17 | −14  | Descenso a la Liga D                        |  | 1 – 3             | 1 – 3                 | 0 – 0              | —                     |

 Fuente: UEFA
Criterios de clasificación: criterios UEFA de desempate

### Grupo C2
| Pos. | Equipo       | Pts. | PJ | G | E | P | GF | GC | Dif. | Clasificación o descenso                 |  | Bandera de Rumania | Bandera de Kosovo | Bandera de Chipre | Bandera de Lituania |
| ---- | ------------ | ---- | -- | - | - | - | -- | -- | ---- | ---------------------------------------- |  | ------------------ | ----------------- | ----------------- | ------------------- |
| 1    | Rumania (A)  | 18   | 6  | 6 | 0 | 0 | 18 | 3  | +15  | Ascenso a Liga B                         |  | —                  | 3 – 0             | 4 – 1             | 3 – 1               |
| 2    | Kosovo (A)   | 12   | 6  | 4 | 0 | 2 | 10 | 7  | +3   | Clasificación a los play-offs de ascenso |  | 0 – 3              | —                 | 3 – 0             | 1 – 0               |
| 3    | Chipre       | 6    | 6  | 2 | 0 | 4 | 4  | 15 | −11  |                                          |  | 0 – 3              | 0 – 4             | —                 | 2 – 1               |
| 4    | Lituania (D) | 0    | 6  | 0 | 0 | 6 | 4  | 11 | −7   | Descenso a la Liga D                     |  | 1 – 2              | 1 – 2             | 0 – 1             | —                   |

 Fuente: UEFA
Criterios de clasificación: criterios UEFA de desempate

### Grupo C3
| Pos. | Equipo                | Pts. | PJ | G | E | P | GF | GC | Dif. | Clasificación o descenso                 |  | Bandera de Irlanda del Norte | Bandera de Bulgaria | Bandera de Bielorrusia | Bandera de Luxemburgo |
| ---- | --------------------- | ---- | -- | - | - | - | -- | -- | ---- | ---------------------------------------- |  | ---------------------------- | ------------------- | ---------------------- | --------------------- |
| 1    | Irlanda del Norte (A) | 11   | 6  | 3 | 2 | 1 | 11 | 3  | +8   | Ascenso a Liga B                         |  | —                            | 5 – 0               | 2 – 0                  | 2 – 0                 |
| 2    | Bulgaria              | 9    | 6  | 2 | 3 | 1 | 3  | 6  | −3   | Clasificación a los play-offs de ascenso |  | 1 – 0                        | —                   | 1 – 1                  | 0 – 0                 |
| 3    | Bielorrusia           | 7    | 6  | 1 | 4 | 1 | 3  | 4  | −1   |                                          |  | 0 – 0                        | 0 – 0               | —                      | 1 – 1                 |
| 4    | Luxemburgo            | 3    | 6  | 0 | 3 | 3 | 3  | 7  | −4   | Play-offs de descenso                    |  | 2 – 2                        | 0 – 1               | 0 – 1                  | —                     |

 Fuente: UEFA
Criterios de clasificación: criterios UEFA de desempate

### Grupo C4
| Pos. | Equipo                  | Pts. | PJ | G | E | P | GF | GC | Dif. | Clasificación o descenso                 |  | Bandera de Macedonia del Norte | Bandera de Armenia | Bandera de Islas Feroe | Bandera de Letonia |
| ---- | ----------------------- | ---- | -- | - | - | - | -- | -- | ---- | ---------------------------------------- |  | ------------------------------ | ------------------ | ---------------------- | ------------------ |
| 1    | Macedonia del Norte (A) | 16   | 6  | 5 | 1 | 0 | 10 | 1  | +9   | Ascenso a Liga B                         |  | —                              | 2 – 0              | 1 – 0                  | 1 – 0              |
| 2    | Armenia                 | 7    | 6  | 2 | 1 | 3 | 8  | 9  | −1   | Clasificación a los play-offs de ascenso |  | 0 – 2                          | —                  | 0 – 1                  | 4 – 1              |
| 3    | Islas Feroe             | 6    | 6  | 1 | 3 | 2 | 5  | 6  | −1   |                                          |  | 1 – 1                          | 2 – 2              | —                      | 1 – 1              |
| 4    | Letonia                 | 4    | 6  | 1 | 1 | 4 | 4  | 11 | −7   | Play-offs de descenso                    |  | 0 – 3                          | 1 – 2              | 1 – 0                  | —                  |

 Fuente: UEFA
Criterios de clasificación: criterios UEFA de desempate

## Liga D

### Grupo D1
| Pos. | Equipo         | Pts. | PJ | G | E | P | GF | GC | Dif. | Ascenso o clasificación       |  | Bandera de San Marino | Bandera de Gibraltar | Bandera de Liechtenstein |
| ---- | -------------- | ---- | -- | - | - | - | -- | -- | ---- | ----------------------------- |  | --------------------- | -------------------- | ------------------------ |
| 1    | San Marino (A) | 7    | 4  | 2 | 1 | 1 | 5  | 3  | +2   | Ascenso a Liga C              |  | —                     | 1 – 1                | 1 – 0                    |
| 2    | Gibraltar      | 6    | 4  | 1 | 3 | 0 | 4  | 3  | +1   | Accede a play-offs de ascenso |  | 1 – 0                 | —                    | 2 – 2                    |
| 3    | Liechtenstein  | 2    | 4  | 0 | 2 | 2 | 3  | 6  | −3   |                               |  | 1 – 3                 | 0 – 0                | —                        |

 Fuente: UEFA
Criterios de clasificación: criterios UEFA de desempate

### Grupo D2
| Pos. | Equipo       | Pts. | PJ | G | E | P | GF | GC | Dif. | Ascenso o clasificación       |  | Bandera de Moldavia | Bandera de Malta | Bandera de Andorra |
| ---- | ------------ | ---- | -- | - | - | - | -- | -- | ---- | ----------------------------- |  | ------------------- | ---------------- | ------------------ |
| 1    | Moldavia (A) | 9    | 4  | 3 | 0 | 1 | 5  | 1  | +4   | Ascenso a Liga C              |  | —                   | 2 – 0            | 2 – 0              |
| 2    | Malta        | 7    | 4  | 2 | 1 | 1 | 2  | 2  | 0    | Accede a play-offs de ascenso |  | 1 – 0               | —                | 0 – 0              |
| 3    | Andorra      | 1    | 4  | 0 | 1 | 3 | 0  | 4  | −4   |                               |  | 0 – 1               | 0 – 1            | —                  |

 Fuente: UEFA
Criterios de clasificación: criterios UEFA de desempate

## Play-off de ascenso y descenso
El sorteo de los play-offs de ascenso y descenso se celebró el 22 de noviembre de 2024 a las 12:00 CET en la ciudad de Nyon (Suiza), junto con el sorteo de los cuartos de final de la Liga A. Para las eliminatorias de Liga A/B y B/C, los partidos de ida se jugaron el 20 de marzo y los de vuelta, el 23 de marzo de 2025. Para las eliminatorias de Liga C/D, los partidos de ida se jugarán el 26 de marzo de 2026 y los partidos de vuelta se jugarán el 31 de marzo de 2026.

### Liga A contra Liga B
| Equipo 1 | Agr. | Equipo 2 | Ida | Vuelta |
| -------- | ---- | -------- | --- | ------ |
| Turquía  | 6–1  | Hungría  | 3–1 | 3–0    |
| Ucrania  | 3–4  | Bélgica  | 3–1 | 0–3    |
| Austria  | 1–3  | Serbia   | 1–1 | 0–2    |
| Grecia   | 3–1  | Escocia  | 0–1 | 3–0    |

### Liga B contra Liga C
| Equipo 1   | Agr.        | Equipo 2  | Ida | Vuelta |
| ---------- | ----------- | --------- | --- | ------ |
| Kosovo     | 5–2         | Islandia  | 2–1 | 3–1    |
| Bulgaria   | 2–4         | Irlanda   | 1–2 | 1–2    |
| Armenia    | 1–9         | Georgia   | 0–3 | 1–6    |
| Eslovaquia | 0–1 (t. s.) | Eslovenia | 0–0 | 0–1    |

### Liga C contra Liga D
| Equipo 1  | Agr. | Equipo 2   | Ida        | Vuelta     |
| --------- | ---- | ---------- | ---------- | ---------- |
| Gibraltar | –    | Letonia    | 26 mar '26 | 31 mar '26 |
| Malta     | –    | Luxemburgo | 26 mar '26 | 31 mar '26 |

## Estadísticas

### Máximos goleadores
Datos actualizados a 19 de noviembre de 2024.
| Pos. | Jugador           | País              | Liga | Goles | Part. | Prom. |
| ---- | ----------------- | ----------------- | ---- | ----- | ----- | ----- |
| 1    | Viktor Gyökeres   | Suecia            | C    | 9     | 6     | 1.5   |
| 2    | Cristiano Ronaldo | Portugal          | A    | 8     | 9     | 0.88  |
| 3    | Erling Haaland    | Noruega           | B    | 7     | 6     | 1.17  |
| 4    | Răzvan Marin      | Rumania           | C    | 6     | 6     | 1     |
| 5    | Benjamin Šeško    | Eslovenia         | B    | 5     | 6     | 0.83  |
| 6    | Alexander Isak    | Suecia            | C    | 4     | 4     | 1     |
| 7    | Kerem Aktürkoğlu  | Turquía           | B    | 4     | 6     | 0.67  |
| 7    | Isaac Price       | Irlanda del Norte | C    | 4     | 6     | 0.67  |
| 7    | David Strelec     | Eslovaquia        | C    | 4     | 6     | 0.67  |
| 7    | Harry Wilson      | Gales             | B    | 4     | 6     | 0.67  |

### Máximos asistentes
Datos actualizados a 19 de noviembre de 2024.
| Pos. | Jugador               | País     | Liga | Asistencias | Part. | Prom. |
| ---- | --------------------- | -------- | ---- | ----------- | ----- | ----- |
| 1    | Christoph Baumgartner | Austria  | B    | 4           | 6     | 0.67  |
| 1    | Viktor Gyökeres       | Suecia   | C    | 4           | 6     | 0.67  |
| 3    | Vitinha               | Portugal | A    | 3           | 4     | 0.75  |
| 3    | Jamal Musiala         | Alemania | A    | 3           | 4     | 0.75  |
| 3    | Lucas Digne           | Francia  | A    | 3           | 4     | 0.75  |

### Hat-tricks o pókers
A continuación se detallan los tripletes conseguidos a lo largo de la temporada.
| Fecha      | Jugador          | Goles           | Local             | Resultado | Visitante  | Jornada   | Ref.   |
| ---------- | ---------------- | --------------- | ----------------- | --------- | ---------- | --------- | ------ |
| 09/09/2024 | Benjamin Šeško   | 23' 28' 63'     | Eslovenia         | 3 – 0     | Kazajistán | Jornada 2 | [ 12 ] |
| 09/09/2024 | Kerem Aktürkoğlu | 2' 52' 88'      | Turquía           | 3 – 1     | Islandia   | Jornada 2 | [ 13 ] |
| 15/10/2024 | Isaac Price      | 15' 29' 81'     | Irlanda del Norte | 5 – 0     | Bulgaria   | Jornada 4 | [ 14 ] |
| 17/11/2024 | Erling Haaland   | 23' 37' 71'     | Noruega           | 5 – 0     | Kazajistán | Jornada 6 | [ 15 ] |
| 19/11/2024 | Nikola Krstović  | 29' 45' 73'     | Montenegro        | 3 – 1     | Turquía    | Jornada 6 | [ 16 ] |
| 19/11/2024 | Viktor Gyökeres  | 26' 37' 58' 70' | Suecia            | 6 – 0     | Azerbaiyán | Jornada 6 | [ 17 ] |
| 23/03/2025 | Vedat Muriqi     | 35' 45+3' 79'   | Islandia          | 1 – 3     | Kosovo     | Play-offs |        |

## Clasificación global
| Medalla de oro    | Portugal             | 10 | 21 | 17 | Inglaterra      | 6          | 15 | 33 | Rumania             | 6  | 18          | 49 | Moldavia      | 4 | 9 |
| Medalla de plata  | España               | 10 | 22 | 18 | Noruega         | 6          | 13 | 34 | Suecia              | 6  | 16          | 50 | San Marino    | 4 | 7 |
| Medalla de bronce | Francia              | 10 | 19 | 19 | Gales           | 6          | 12 | 35 | Macedonia del Norte | 6  | 16          | 51 | Malta         | 4 | 7 |
| 4                 | Alemania             | 10 | 18 | 20 | República Checa | 6          | 11 | 36 | Irlanda del Norte   | 6  | 11          | 52 | Gibraltar     | 4 | 6 |
| 5                 | Italia               | 8  | 14 | 21 | Grecia          | 6          | 15 | 37 | Eslovaquia          | 6  | 13          | 53 | Liechtenstein | 4 | 2 |
| 6                 | Croacia              | 8  | 14 | 22 | Austria         | 6          | 11 | 38 | Kosovo              | 6  | 12          | 54 | Andorra       | 4 | 1 |
| 7                 | Países Bajos         | 8  | 11 |    | 23              | Turquía    | 6  | 11 |                     | 39 | Bulgaria    | 6  | 9             |   |   |
| 8                 | Dinamarca            | 8  | 11 |    | 24              | Ucrania    | 6  | 8  |                     | 40 | Armenia     | 6  | 7             |   |   |
| 9                 | Escocia              | 6  | 7  |    | 25              | Eslovenia  | 6  | 8  |                     | 41 | Bielorrusia | 6  | 7             |   |   |
| 10                | Serbia               | 6  | 6  |    | 26              | Georgia    | 6  | 7  |                     | 42 | Islas Feroe | 6  | 6             |   |   |
| 11                | Hungría              | 6  | 6  |    | 27              | Islandia   | 6  | 7  |                     | 43 | Chipre      | 6  | 6             |   |   |
| 12                | Bélgica              | 6  | 4  |    | 28              | Irlanda    | 6  | 6  |                     | 44 | Estonia     | 6  | 4             |   |   |
| 13                | Polonia              | 6  | 4  |    | 29              | Albania    | 6  | 7  |                     | 45 | Letonia     | 6  | 4             |   |   |
| 14                | Israel               | 6  | 4  |    | 30              | Montenegro | 6  | 3  |                     | 46 | Luxemburgo  | 6  | 3             |   |   |
| 15                | Suiza                | 6  | 2  |    | 31              | Kazajistán | 6  | 1  |                     | 47 | Azerbaiyán  | 6  | 1             |   |   |
| 16                | Bosnia y Herzegovina | 6  | 2  |    | 32              | Finlandia  | 6  | 0  |                     | 48 | Lituania    | 6  | 0             |   |   |